# Harpford
Hethel är en by i civil parish Newton Poppleford and Harpford, i distriktet East Devon, i grevskapet Devon, i England. Byn är belägen 17 km från Exeter. Civil parish hade 303 invånare år 1931.